# Katé-Mé
Katé-Mé (« avec moi » en gallo) est un groupe de musique bretonne français, formé en 1995, inspiré du chant traditionnel de haute-Bretagne et de la musique de couple avec des textes traditionnels ou des créations d'aujourd'hui. Après treize années d'existence, le groupe décide en 2010 de faire une pause.

## Biographie
En 1995, le projet naît autour du trio formé par Patrice Paichereau (dit Pepech, aux guitares), Job Défernez (basse, biniou kozh) et Philippe Janvier (biniou et bombarde) sous le nom de Strakal +. Ils commencent à répéter avec le batteur Hervé Naizin l'année suivante. Ils choisissent le nom galo Katé-mé, qui signifie « avec moi », décidés à mâtiner les thèmes bretons de couleurs empruntées à quelques autres musiques de tradition. Rejoints par Mathieu Hamon au chant et Josick Allot (biniou, piston et bombarde), ils donnent leurs premiers concerts.
En 1999, Sylvain Girault, double vainqueur de la Bogue d'or, remplace Mathieu Hamon au chant. En 2000, le groupe sort son premier album éponyme chez Sony Music, mais est très mal distribué. En 2001, Erwan Hamon (frère de Mathieu) remplace Josick Allot au biniou et à la bombarde (Philippe joue du biniou quand Erwan est à la bombarde). En 2003, sort Entrance, leur deuxième album, auto-produit et distribué par Coop Breizh, avec des sonorités modernes, electro et les influences du rock, du funk voir du ragga rap par le chant de Sylvain Girault. Le 2 août, le groupe rejoint Jean-Louis Jossic, chanteur de Tri Yann, au Palais des congrès de Lorient en soutien au régime des intermittents avant de se produire pour le festival interceltique. En octobre, ils jouent au Casino de Paris pour quatre soirées en première partie de Tri Yann. En juillet 2004 ils sont aux Francofolies de La Rochelle.
En avril 2006, paraît le 3e album, La République des papillons (Avel Ouest / Coop Breizh), où sonorités africaines, jazzy ou funky se marient avec la tradition (Bravo ! de Trad Magazine). En 2007, ils réalisent à nouveau la première partie de Tri Yann, au festival de la Saint-Loup. Un double album live est produit en 2008, où le sextet est pour l'occasion rejoint par une section cuivre, ainsi qu'une vielle électro-acoustique.
Après treize années d'existence, le groupe décide en 2010 de faire une pause et sort pour l'occasion un CD-DVD relatant leurs derniers concerts, des bonus et une compilation de morceaux un peu oubliés en attendant un « hypothétique retour ».
Le groupe fait son retour sur des scènes rock en 2016, avec quelques nouvelles chansons engagées, au festival de Cachan et au festival des Vieilles Charrues.

## Discographie

### Albums studio
- 2000 : Katé-Mé (Sony Music)
- 2003 : Entrance (auto-produit), Grand prix du disque Produit en Bretagne[réf. nécessaire]
- 2006 : La République des papillons (Coop Breizh, Trad Mark)
- 2008 : Live (Coop Breizh)
- 2010 : Le meilleur de Katé-Mé, 1 CD + 1 DVD (Solidor, dist. Harmonia Mundi)

## Membres

### Derniers membres
- Patrice Paichereau — guitares (1995—2010, 2016)
- Philippe Janvier — bombarde, biniou kozh (1995—2010, 2016)
- Job Défernez — basse, biniou kozh (1995—2010, 2016)
- Hervé Naizin — batterie (1996—2010, 2016)
- Sylvain Girault — chant (1998—2010, 2016)
- Erwan Hamon — bombarde (2001—2010, 2016)

### Anciens membres
- Mathieu Hamon — chant
- Josick Allot — biniou, piston, bombarde